# Karl Krichbaum

Karl Krichbaum

Karl Krichbaum (* 23. November 1899 in Betzdorf; † 10. Oktober 1971 in Bad Münster am Stein) war ein deutscher Politiker (NSDAP).

## Leben und Wirken
Er war der Sohn des Kaufmanns Georg Krichbaum. Nach dem Besuch der Volksschule in Betzdorf wurde Krichbaum von 1914 bis 1923 an der Kulturbauschule in Siegen ausgebildet. Unterbrochen wurde seine Ausbildung in den Jahren 1916 bis 1919 durch die Teilnahme am Ersten Weltkrieg. 1918 wurde er verwundet. Seine Ausbildung schloss Krichbaum schließlich 1923 mit dem Kulturbautechniker-Examen ab. Anschließend arbeitete er von 1923 bis 1933 beim Preußischen Kulturbauamt in Hagen. Während dieser Zeit legte er 1927 die staatliche Prüfung zum Kulturbaumeister ab.
Nachdem Krichbaum sich bereits 1921 mit dem Freikorps Rossbach am Grenzschutz in Oberschlesien beteiligt hatte, engagierte er sich in den Jahren 1923 bis 1925 in der nationalsozialistischen Sturmabteilung (SA). Zum 1. Oktober 1928 trat er in die NSDAP ein (Mitgliedsnummer 101.633).
Krichbaum übernahm 1933 das Amt eines Arbeitsgauführers für Westfalen-Süd im Reichsarbeitsdienst (RAD) der NSDAP. 
Im Juli 1934 trat Krichbaum im Nachrückverfahren für den bei der Röhm-Affäre erschossenen SA-Führer Hans Ramshorn in den Reichstag ein, dem er bis zum Ende der NS-Herrschaft im Frühjahr 1945 angehörte. Er vertrat dort erst den Wahlkreis 9 (Oppeln) und später den Wahlkreis 18 (Westfalen Süd). 1940/41 war er in Frankreich eingesetzt. Krichbaum wurde 1943 Generalarbeitsleiter beim RAD.
Nach Kriegsende wurde er von den Briten in Neumünster sowie in den Lagern Eselheide und Adelheide interniert (bis 16. April 1948). Anschließend ließ er sich in Düsseldorf-Kaiserswerth nieder, wo er auch dem Entnazifizierungsverfahren unterzogen wurde. Als Beruf gab er hier "Bauführer" an. Eingestuft wurde er 1949 in Kategorie IV (ohne Sanktionen).